# Vattenflenört
Vattenflenört (Scrophularia auriculata) är en flenörtsväxtart som beskrevs av Carl von Linné. Enligt Catalogue of Life ingår Vattenflenört i släktet flenörter och familjen flenörtsväxter, men enligt Dyntaxa är tillhörigheten istället släktet flenörter och familjen flenörtsväxter. Arten förekommer tillfälligt i Sverige, men reproducerar sig inte.

## Underarter
Arten delas in i följande underarter:
- S. a. auriculata
- S. a. lyrata
- S. a. pseudoauriculata
- S. a. valentina